# توم ساندرز (رياضياتي)
توم ساندرز (بالإنجليزية: Tom Sanders)‏ (و. القرن 20  م) هو رياضياتي بريطاني.

## التعليم
تعلم في جامعة كامبريدج
.

## جوائز
حصل على جوائز منها:

جائزة آدمز (2011)